# ギアード・タービン方式
ギアード・タービン方式（ギアードタービンほうしき、英語: Geared-turbine propulsion）とは、タービンの回転を伝達する際に歯車減速機を介する方式のこと。艦船（軍艦・船舶）の動力伝達方式として多く用いられる。

## 歴史
蒸気船が登場した当初、蒸気機関としてはレシプロ式のものが多く用いられていたが、まもなく、より効率が良くコンパクトな蒸気タービンが主流となった。しかし蒸気タービンは高回転域で性能が良くなるのに対し、スクリュープロペラは低回転域で効率良好になるという相反する特性があるため、蒸気タービンそのものの回転によって直接にプロペラを回すのではエネルギー効率が悪く、また後進のためプロペラを逆転させるのにもタービンの機構が複雑になってしまうという問題があった。
この問題に対し、蒸気タービンとスクリューシャフトの間に歯車減速機を挟み、回転速度を落として伝達することで、蒸気タービンは高速、スクリュープロペラは低速と、それぞれに適した速度で回転させるようにしたのがギアード・タービン方式である。蒸気タービンの第一人者であるチャールズ・アルジャーノン・パーソンズが1894年に取得した舶用蒸気タービンに関する最初の特許のなかで、既に、タービンと推進器との間には歯車を用いるべきであると述べられていた。パーソンズが創業したパーソンズ・マリン・スチーム・タービン社では、早くも1897年には双螺旋のランチである「チャーミアン」にギアード・タービン機関を試験採用し、1911年には貨物船「ベスパシアン」のレシプロ蒸気機関をギアード・タービン機関に換装して良好な成果を得た。同社がイギリス海軍向けに1910-11年度計画で建造したI級駆逐艦2隻では、高圧タービンと巡航タービンに歯車減速機を付けて、推進軸と直結した低圧タービンに結合させるというセミ・ギアード・タービン機関を搭載しており、その実績を踏まえて、1912-3年度計画のL級駆逐艦の同社建造分2隻では、低圧タービンも歯車減速機を介して推進軸と接続するというオール・ギアード・タービン機関を初採用した。これは従来の直結タービン機関と比して重量・価格は同等ながらも推進器効率が約10パーセント向上、燃料消費率も全力時で9パーセント、低速時には26パーセント向上という良好な成績を収めたことから、1915年7月、海軍本部は以後の駆逐艦をすべてオール・ギアード・タービンとすることを決定した。
一方、20世紀初頭の時点では、大馬力に対応できて信頼性も高い歯車減速機が実用になっていないという問題があり、アメリカ海軍では、電気推進装置によって減速を図ったターボ・エレクトリック方式をギアード・タービン方式と比較検討していた時期があった。しかしアメリカ以外で大型艦にターボ・エレクトリック機関を採用した海軍はなく、またアメリカ海軍でも、大出力ギアード・タービン機関の開発・実用化を受けて、大型艦でのターボ・エレクトリック機関の採用はレキシントン級航空母艦が掉尾となり、以後はギアード・タービン機関に一本化された。第二次世界大戦の時点では、世界的に見ても、軍艦の推進機関はギアード・タービン方式が主流となっていた。ただしその後も歯車減速機の製造はある種のハードルであり、護衛駆逐艦や戦時標準船を量産建造する際に歯車減速機の製造能力がネックとなったことから、一定数はディーゼル・エレクトリック方式やターボ・エレクトリック方式の機関を搭載して建造された。
また大戦後にはガスタービンエンジンが登場し、舶用機関としては蒸気タービンをほぼ置き換えるに至っているが、特に部分負荷での燃料消費率が悪いという特性があり、同種あるいは異種のガスタービンエンジン、あるいはディーゼルエンジンや電動機などとの組み合わせ機関として、やはり歯車減速機を介して推進器を駆動することが多い。